# Ignasi M. Fossas Colet
Ignasi M. Fossas i Colet (Aiguafreda, Osona, 1960) és un monjo de Montserrat, que des del setembre de 2024 és l'abat president de la Congregació Sublacense Cassinesa de l'Orde de Sant Benet (OSB), formada per una setantena de monestirs de 24 països d'arreu del món.
Llicenciat en Medicina per la Universitat de Barcelona el 1983, el 1986 ingressà al monestir de Montserrat, on va fer la professió monàstica simple el setembre de 1988 i la solemne el març de 1992. A Montserrat, començà la formació en teologia, llicenciant-se'n en 1996. El novembre de 2002 va ser ordenat sacerdot. L'any 2021 es doctorà en Litúrgia al Pontifici Institut Litúrgic de Roma. El 1995 s'havia diplomat en Arxivística per l'Arxiu Secret Vaticà. Des de 1996 és professor a l'Institut Superior de Litúrgia de Barcelona i a l'Escola Teològica de Montserrat. També ha estat professor convidat al Pontifici Institut Litúrgic de Roma els anys 2015, 2017 i 2019. El curs 2006-2007 va participar en el Programa d'Alta Direcció d’Empreses (PADE 1-2007) a l'IESE Business School de Barcelona.
Des de l'octubre de 2000 a l'estiu de 2016 ha estat portaveu del monestir. També ha estat responsable de la Infermeria del monestir (1996-2000), secretari del pare abat (2000-2005), majordom-administrador (2005-2011), sotsprior (2007-2011), prior (2011-2021), mestre de novicis (2019-2021) i majordom-administrador (2021-2024). És autor de diversos llibres i articles sobre litúrgia, espiritualitat i monaquisme.
El setembre del 2024, coincidint amb els actes del mil·lenari de Montserrat, fou escollit durant el Capítol General de la Congregació reunit a l'Abadia de Montserrat, per un termini de vuit anys, abat president de la Congregació Sublacense Cassinesa OSB, substituint en el càrrec el colombià Guillermo Arboleda Tamayo, que ocupava el càrrec fins aleshores. Durant el seu mandat, el pare Fossas es traslladarà al monestir de Sant Ambròs de Roma, on l'abat president té la seva Cúria, però continuarà sent monjo de Montserrat.